# Antwerpia (prowincja)
Antwerpia (nld. Provincie Antwerpen, fr. Province d'Anvers, niem. Provinz Antwerpen) – prowincja w północnej Belgii, w Regionie Flamandzkim, ze stolicą w Antwerpii. Graniczy z Niderlandami oraz prowincjami Limburgia, Brabancja Flamandzka i Flandria Wschodnia. Zajmuje powierzchnię 2867 km², a zamieszkuje ją 1 886 609 mieszkańców (1 stycznia 2022). Pod względem liczby mieszkańców jest największą prowincją w Belgii.
Najwyższym punktem prowincji jest wzgórze Beerzelberg (55 m n.p.m.).

## Podział administracyjny
Prowincja podzielona jest na trzy okręgi (nl. i fr. Arrondissement, niem. Bezirk), w skład których wchodzi 69 gmin (nld. Gemeente, fr. commune, niem. Gemeinde): 
| Lp. | Nazwa okręgu                   | Powierzchnia km² | Ludność (1 stycznia 2022) | Liczba gmin |
| --- | ------------------------------ | ---------------- | ------------------------- | ----------- |
| 1.  | Antwerpia (Antwerpen / Anvers) | 1000,32          | 1 064 277                 | 30          |
| 2.  | Mechelen (Malines / Mecheln)   | 510,23           | 351 106                   | 12          |
| 3.  | Turnhout                       | 1356,87          | 471 226                   | 27          |